# Františka Helena Pieroni da Galiano
Františka Helena Pieroni da Galiano (1648 – 2. srpna 1720 Vídeň) byla vzdělaná žena urozeného italsko–českého původu. V letech 1691 až 1720 vykonávala funkci abatyše benediktinského kláštera svatého Jiří na Pražském hradě. Z moci této funkce nechala (v letech 1705 až 1707) tato osvícená investorka (stavebnice) zbudovat kapli svaté Anny Samotřetí v Panenských Břežanech.

## Život

### Rodinný původ
Maria Helena se narodila v roce 1648. Její matkou byla dcera rytíře Šmerovského z Lidkovic – urozená paní Salomena z Růžové. Jejím otcem byl raně barokní italský architekt, matematik a astronom Giovanni Battista Pieroni da Galiano. Jejím dědečkem byl Alessandro Pieroni, malíř a dvorní architekt italského rodu Medicejských.
Po studiích v Římě získal Giovanni Pieroni v roce 1608 na univerzitě v Pise titul doktor práv. Během právnických studií na univerzitě v Pise se seznámil s Galileem Galileim a stal se jeho nástupcem u dvora Medicejských, kde se zabýval (mimo jiné) astrologií a sestavoval horoskopy. Do císařských (habsburských) služeb vstoupil v březnu 1622 ve Vídni a v září 1622 se Pieroni přestěhoval do Prahy, kde vykonával funkci fortifikačního inženýra (vedl opevňovací práce v Praze) a urbanisty. Pro českou šlechtu (vévodu Albrechta z Valdštejna, hraběte Jaroslava Bořitu z Martinic, Karla z Liechtensteina, Ottavia Piccolominiho, hraběte Antonína Rombalda Collalta, vévodu Jana Ulricha z Eggenbergu, knížete Václava Eusebia z Lobkovic a další) zajišťoval stavební objednávky.
Do Prahy si Giovanni Pieroni přivedl v roce 1623 i svoji první manželku Catarinu, dále pak svoji dvacetiletou sestru Margaretu (* 1603), mladší dceru Annu Felicii, syna Carla a syna Francesca. Datum úmrtí jeho první manželky není známé, ale se svojí druhou manželkou urozenou paní Salomenou z Růžové (dcerou rytíře Šmerovského z Lidkovic) uzavřel Giovanni Pieroni sňatek v roce 1626. Se svojí druhou manželkou měl syna Václava a dceru Františku Helenu (* 1648), která po svém otci zdědila estetické cítění a architektonický přehled. Když v roce 1654 Giovanni Pieroni zemřel ve Vídni, zanechal po sobě svoji ovdovělou druhou manželku (Salomenu z Růžové) a ještě nezletilého syna Václava (zdědil po zesnulém otci Velehrádek s Červenými Poličanami) a nezletilou dceru Helenu. Z prvního manželství (s Catarinou) po něm zůstal syn Francesco (zdědil po nebožtíkovi Dubenec) a dcera Anna Felicie. (V roce 1654 už jeho nejstarší syn Carlo nebyl mezi živými.) Francesco se stal, obdobně jako jeho otec, císařským pevnostním stavitelem. (Helena se stala abatyší benediktýnek u svatého Jiří na Pražském hradě.)

### Vstup do kláštera
V 50. letech 17. století přišla Maria Helena o svoji matku (zemřela v roce 1653), svého otce (zemřel v roce 1654) a na začátku 60. let 17. století zesnul i její bratr Francesco (zemřel v roce 1661). Její starší sestra Anna Felicie byla v 60. letech 17. století řeholnicí v toskánské Pise (vstoupila do dominikánského kláštera jako řádová sestra), což zřejmě inspirovalo Mariu Helenu k tomu, aby někdy po roce 1664 vstoupila do kláštera benediktinek při kostele svatého Jiří na Pražském hradě a přijala řeholní jméno Františka.
Klášter svatého Jiří měl již tehdy dlouhou a bohatou historii, která sahala až k založení prvotní baziliky svatého Jiří knížetem Vratislavem I. před rokem 921 a jednalo se o jeden z nejstarších a nejvýznamnějších církevních komplexů v českých zemích. Benediktinský ženský klášter byl založen již v 10. století a jeho význam byl umocněn i jeho polohou (střední části komplexu za katedrálou svatého Víta v areálu Pražského hradu).
Po smrti Anny Mechtildy Schönweisové (Šenvajsové) z Eckštejna dne 21. září 1691, která zastávala úřad svatojiřské abatyše dvacet let (od roku 1671 do 1691) byla do této funkce v roce 1691 ve svých 43 letech zvolena zdejším konventem za abatyši Františka Helena. Pocházela z urozeného rodu Pieroniů a disponovala notářským instrumentem, který potvrzoval dobrozdání městské kanceláře z italského rodiště jejího otce, že Pieroniové byli nobiles ac equites florentini (tj. šlechtici a rytíři Florencie). Proto mohla býti nazývána celým jménem jako Františka Helena Pieroni da Galiano.

### Abatyší svatojiřského kláštera

#### Základní povinnosti
Abatyše Františka Helena komunikovala v korespondenci výhradně německy, velmi zřídka latinsky. (Ale přísahu skládanou při jmenování do funkce abatyše v roce 1691 pronesla v češtině.) V průběhu svého úřadu vystupovala abatyše zejména jako statutární zástupce kláštera (při nákupu a prodeji nemovitostí, při dědickém řízení – pokud zemřelý odkázal něco klášteru). Také fungovala jako hlavní vyjednavač (negociátor) při rozšiřování početního stavu konvektuálek.

#### Převorky a podpřevorky
Výkon abatyše Františka Helena Pieroni da Galiano v letech 1691 až 1720 byl podporován i dalšími dvěma klášterními funkcemi: převorka a podpřevorka (náměstkyně převorky). V období od roku 1691 až do 9. dubna 1705 funkci převorky vykonávala Rosalia Dusterwaldová, po ní pak Sabina Burschin von Neiperg (ve funkci od 21. dubna 1705 do roku 1717) a mezi léty 1717 až 1720 pak Rosina Schlindlin von Hirschfeld. V úřadu podpřevorek se vystřídaly čtyři ženy: Theresia Horáková z Vršova (ve funkci od 21. dubna 1705 do 31. srpna 1710), pak následné období (od roku 1710 až do roku 1717) zastřešovala Rosina Schlindlin von Hirschfeld, pak funkci podpřevorky zastávala Abudantia Bukovská z Hustířan (od roku 1717 do 28. září 1719) a nakonec byla tímto úřadem v letech 1719 až 1720 pověřena Isidora Konstancie Roudnická z Březnice.

#### Vizitační cesty panstvím
K ekonomicko–správním povinnostem abatyše patřily též tzv. vizitace panství (kontroly duchovně pastorační činnosti a hospodaření církevních institucí), kdy abatyše mohla klášter legitimně opustit za účelem kontroly. V srpnu 1699 se vydala abatyše Františka Helena v doprovodu prokurátorky (správkyně pokladny) a klášterního krejčího coby lokaje na okružní vizitaci klášterního zboží vedoucí přes Statenice, Břežany a Čížkovice do Třebnice a zpět opět přes Břežany do Prahy. Členové výpravy nocovali v panských domech (zámcích a zámečcích), navštěvovali pobožnosti v místních kostelích a v průběhu inspekční cesty tak přicházeli do styku s rozsáhlým okruhem světských osob.

#### Nábor nových řádových sester
Abatyše Františka Helena byla klasifikována jako po mnoha stránkách energická představená ženského kláštera. Během jejího řízení svatojiřského kláštera v letech 1691 až 1720 došlo k výraznému omlazení konventu. Za jejího působení byl klášter na vrcholu ekonomické prosperity. To, že Františka Helena byla po svých florentských předcích příslušnicí nobilitovaného patriciátu ovlivnilo i složení přijímaných dcer ze „vznešených“ rodin a to v početní prospěch řádových sester pocházejících z aristokratických rodin.

#### Klášterní zpěv a hudba
Další kladné body získala coby zvelbitelka hudby jak v chorálním, tak figurálním zpěvu třebas tím, že některé sestry doporučila a nechala hudebně vzdělávat. To, že zemřelá řádová sestra byla zpěvačka nechávala také zapisovat do jejich nekrologií. V klášterních účtech byly po roce 1699 nalezeny výdaje určené pro učitele zpěvu, hry na housle a na varhany. (Náklady na výuku novicek byly hrazeny z jejich věn.) Hudební nástroje pro potřeby konventu byly uskladněny ve speciální místnosti. Tam se také konventuálky scházely na pravidelné zkoušky. Nástroje byly na přelomu 17. a 18. století pravidelně obnovovány, opravovány a jejich počet i druh byl postupně rozšiřován.

#### Zajímavost
Dne 22. září 1719 se na pražského arcibiskupa Khuenburga obrátil pomocný biskup Mayer s podnětem, který podala abatyše Františka Helena Pieroni. V podnětu abatyše uvádí, že by svatojiřská abatyše neměla být v dopisech označována pouhým „Jungfrau Abbtißin“ (panna abatyše), protože na rozdíl od jiných abatyší („alias abbatissas inferiores, titulo principiali non gaudentes“) se pyšní knížecím titulem, a měla by proto být nazývána „fürstl. Abbtißin“ (knížecí abatyše).

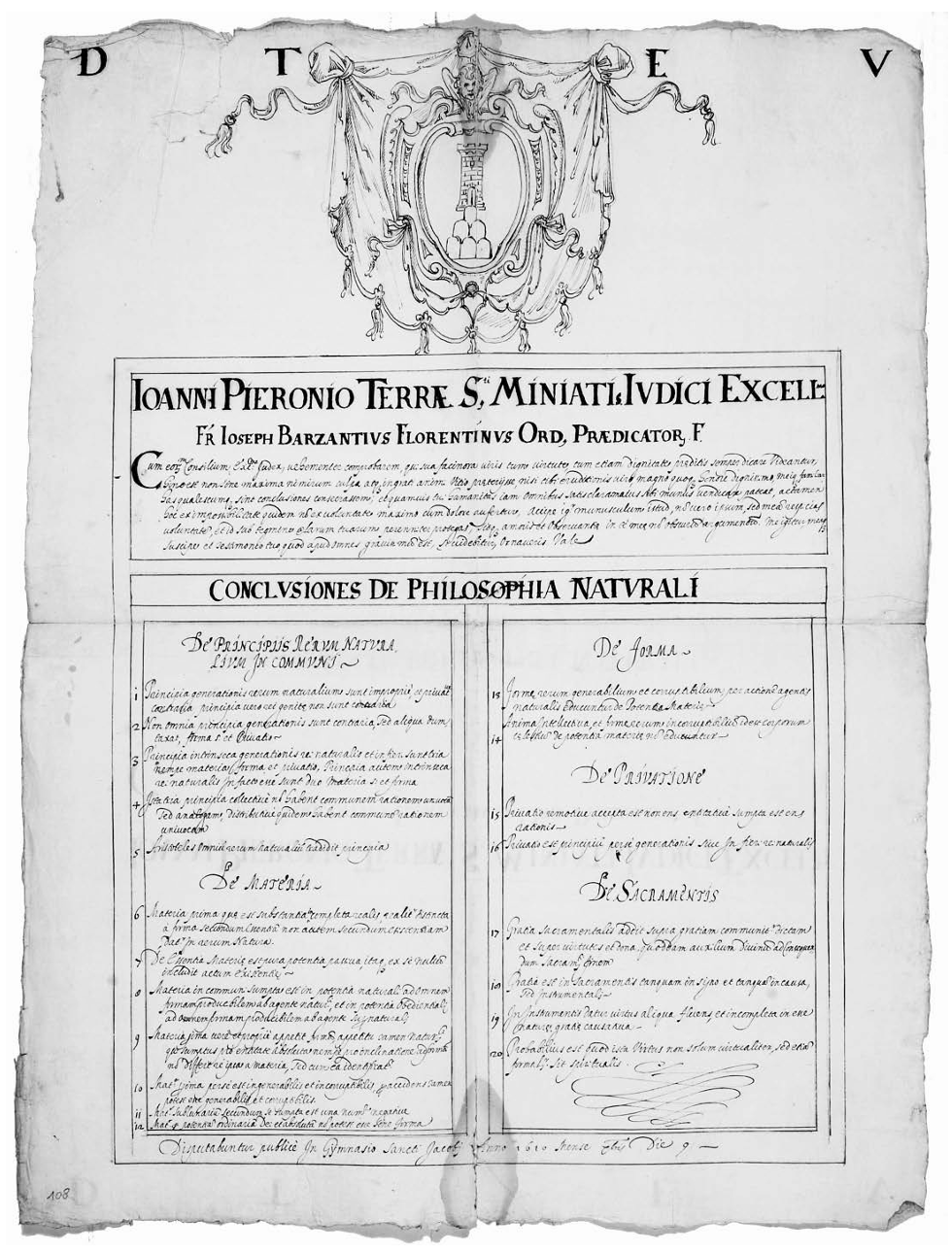
Diplom doktora filozofie na universitě v Pise (rok 1608)
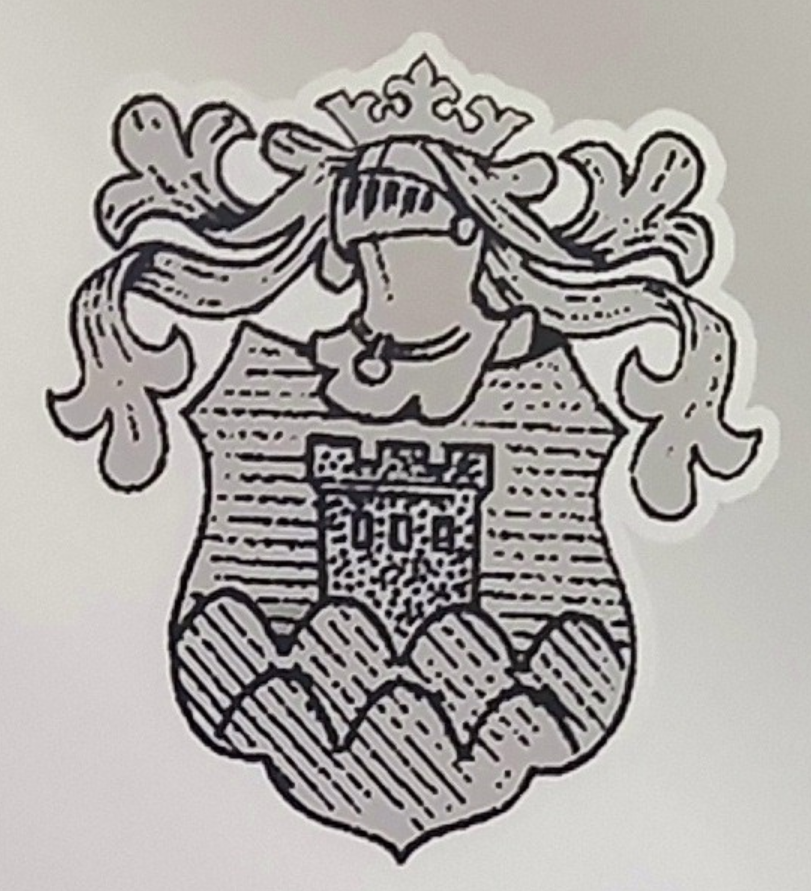
Erb rodu Pieroni
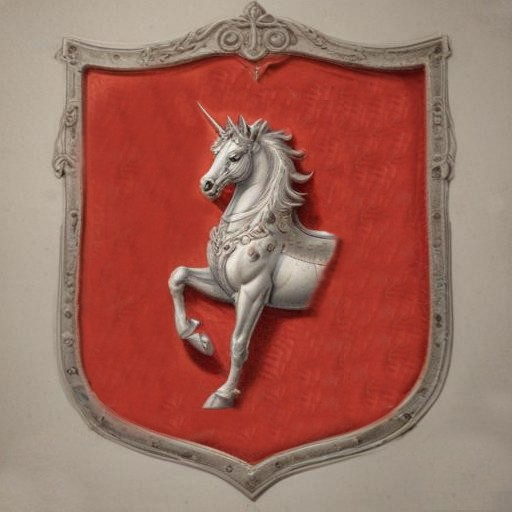
Možná varianta erbu rodiny Šmerovských z Lidkovic z roku 1651, kteří nosili stříbrného půl–jednorožce v červeném poli
Erb Řádu svatého Benedikta. (varianta s dvojramenným nebo patriarchálním křížem)

### Zásahy do stavebnictví
V letech 1691 až 1720 vykonávala Františka Helena funkci abatyše benediktinského kláštera svatého Jiří na Pražském hradě. Její rodinný původ ji umožnil nejen vzdělání a kulturní rozhled, ale také cit pro architektonické a umělecké hodnoty. Jako dcera architekta a matematika se přirozeně zajímala o církevní stavební projekty a také do jejich realizace zasahovala. Jistě zdědila i „umělecké a architektonické“ geny po svém italském dědečkovi Alessandru Pieronim (1550–1607).

#### Horní zámek a kaple svaté Anny
Vesnice Panenské Břežany patřila k majetku benediktinského kláštera svatého Jiří po staletí (nejstarší písemné zmínky jsou ze 13. století). Na přelomu 17. a 18. století zde abatyše Františka Helena Pieroni nechala postavit tzv. Horní zámek, který sloužil jako hospodářské a správní centrum. V tomto letním sídle nechala (na místě, kde se nacházela původní kaple zničená požárem v roce 1691) postavit počátkem 18. století (v letech 1705–1707) kapli svaté Anny. A byla to právě ona, kdo již na počátku 18. století rozpoznala talent začínajícího architekta Jana Blažeje Santiniho-Aichela (1677–1723) a svěřila mu poměrně volnou ruku při stavbě této kaple (jednalo se o vůbec první Santiniho novostavbu bohoslužebního objektu). V době, kdy objednávala stavbu u tohoto 28letého barokního architekta italského původu jí bylo kolem 57 let a v době dokončení stavby se její věk blížil 60 rokům. Vlastní stavbu kaple na trojúhelníkovém půdorysu provedl během tří let podle Santiniho návrhu pražský stavitel a architekt Filip Spannbrucker (1672–1729) pocházející z rakouské stavitelské rodiny. (Celkové náklady na stavbu kaple činily 3 895 zlatých a 20 krejcarů; stavitel získal 995 zlatých a cca třicetiletý Santini za stavební plány a stavební dozor 180 zlatých.) Kaple nebyla od roku 1907 nikdy přestavována s výjimkou přístavby sakristie v roce 1738 a tak Santiniho raná tvorba zůstala v původním formátu a nikterak zásadně nemodifikována.

#### Kostel svatého Jiří na Pražském hradě
Přibližně kolem roku 1717 ovlivnila vzhled barokní fasády v průčelí původního románského kostela svatého Jiří na Pražském hradě. Tato bazilika získala ve druhé polovině 17. století dnešní západní barokní fasádu, barokní průčelí bylo dostavěno koncem 17. století a po její smrti (1720) byla k objektu v roce 1722 přistavěna nová kaple svatého Jana Nepomuckého (objekt vpravo při pohledu na průčelí baziliky).

### Závěr života
Abatyše Františka Helena Pieroni da Galiano zemřela 2. srpna 1720 k 6. hodině ráno (zprávy o jejím úmrtí byly odeslány kolem 10. hodiny dopoledne) ve věku 72 roků. Její mramorová náhrobní deska se nachází v kryptě baziliky svatého Jiří na Pražském hradě, kam byly uloženy její ostatky. Po jejím skonu převzala na krátké období (od roku 1720 do 1722) úřad abatyše Rozina Klára Šlindlová z Hirschfeldu (Hiršfeldu) (zemřela 26. července 1722) a po ní pak byla (o měsíc později) abatyší zvolena (na dobu devíti let – od roku 1722 do 1731) dosavadní převorka Isidora Konstancie Roudnická z Březnice (zemřela 13. listopadu 1731).
Aktivity svatojiřských abatyší spojených s korunovačními tradicemi při korunovacích českých královen byly popsány v Hammerschmidově historii svatojiřského kláštera. Toto dílo českého historika a spisovatele Jana Floriána Hammerschmidta (1652–1735) vyšlo v roce 1715 a bylo věnováno abatyši Františce Heleně Pieroni.

## Fotogalerie

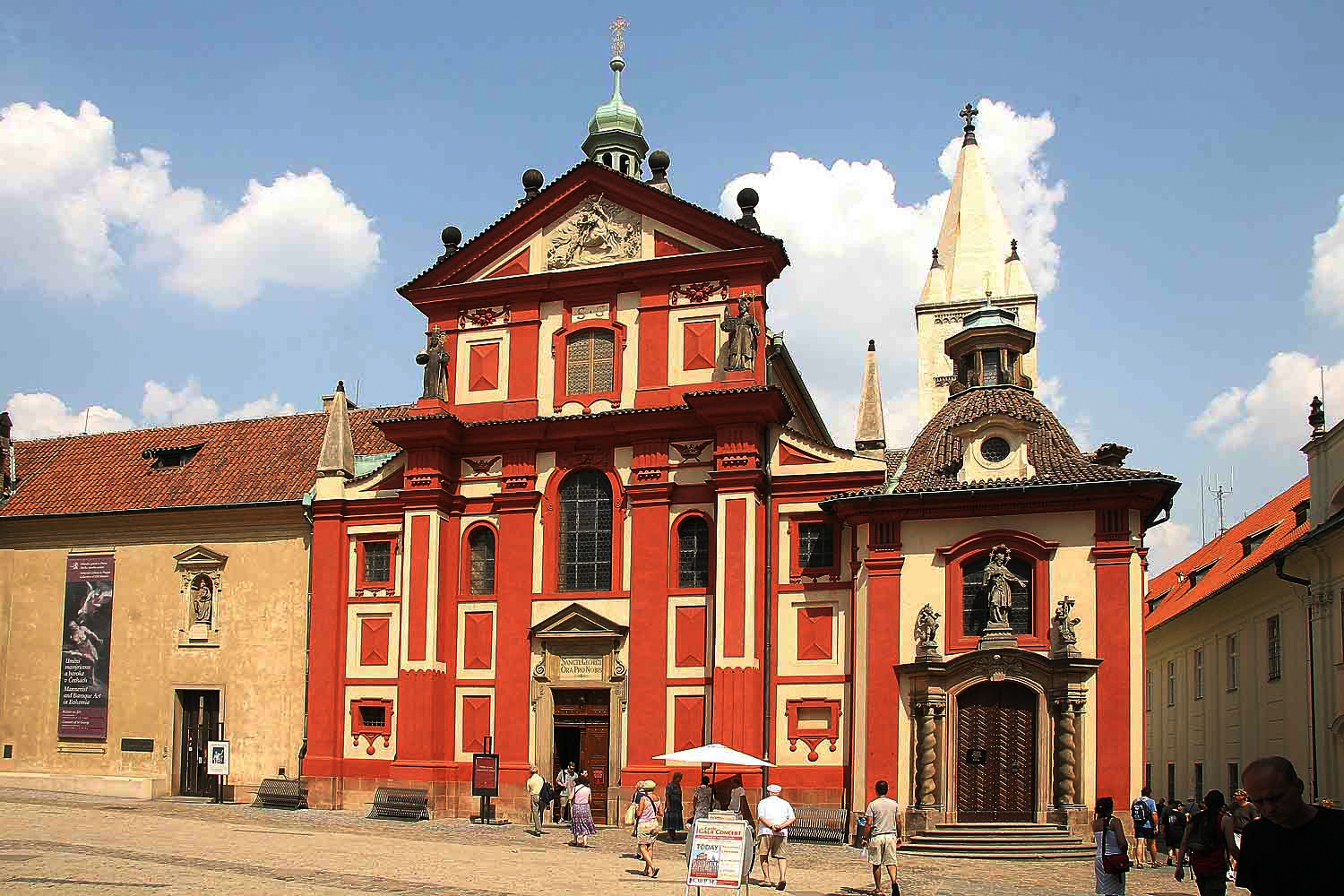
Průčelí baziliky svatého Jiří na Pražském hradě
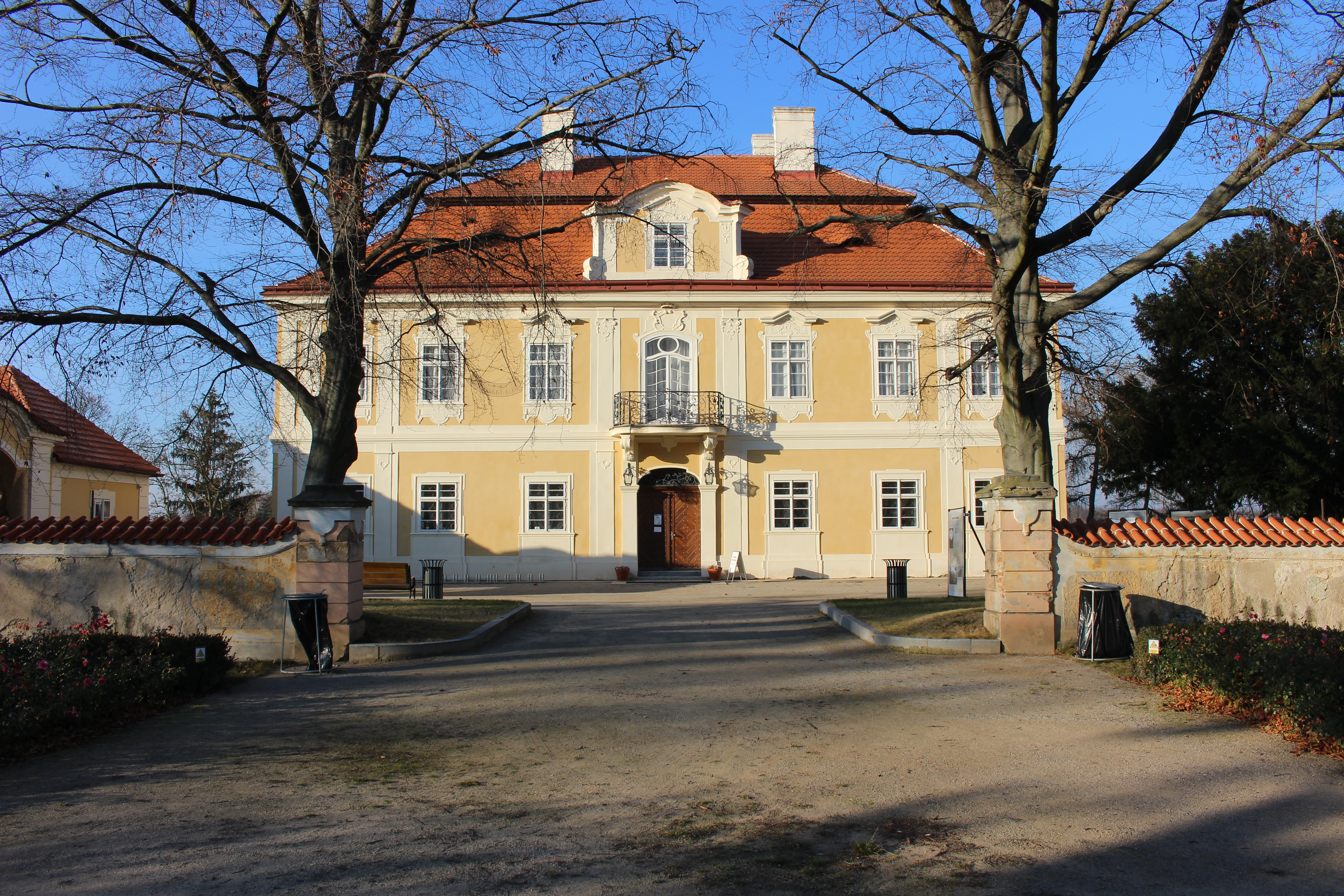
Horní zámek v Panenských Břežanech
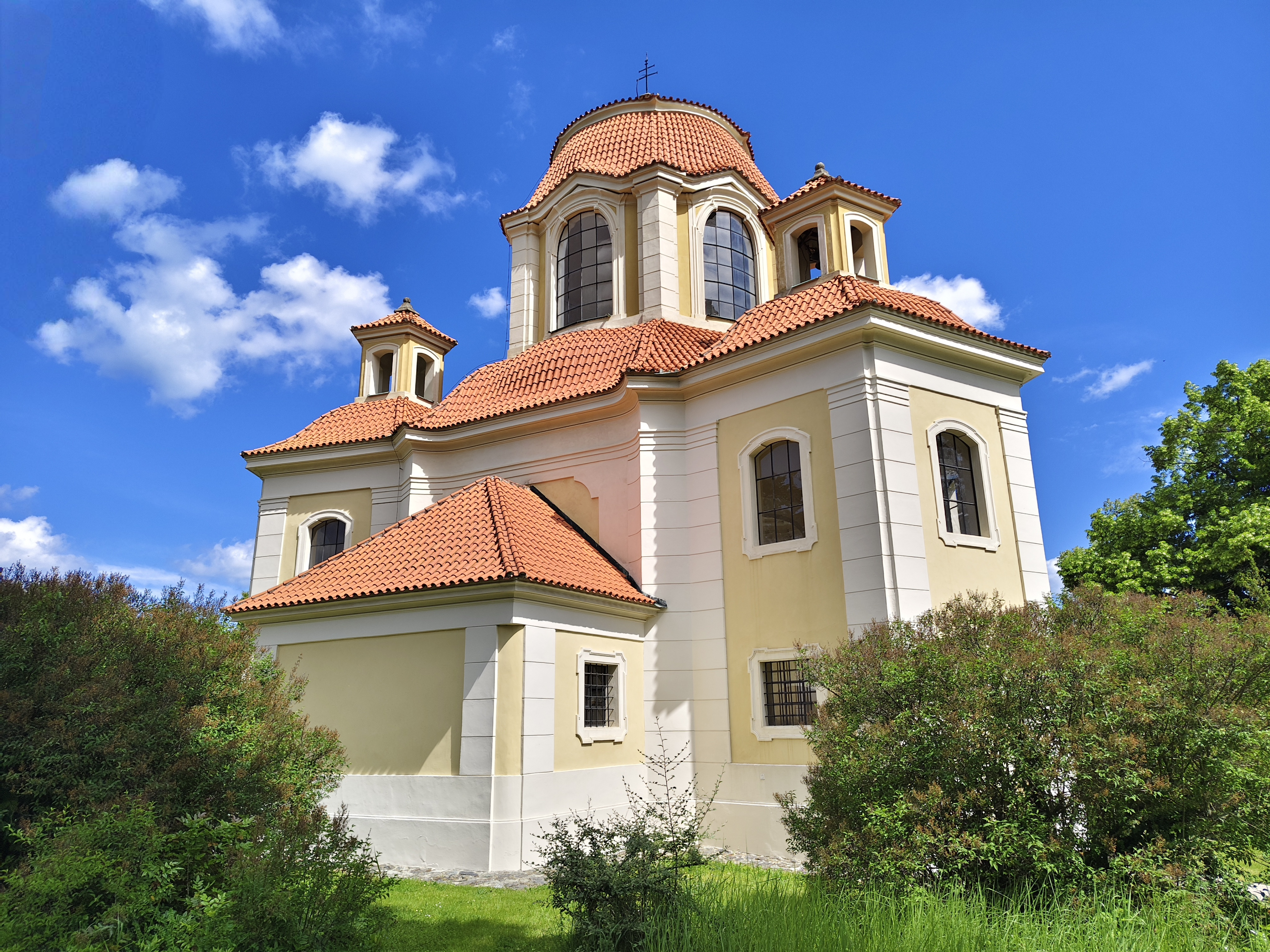
Kaple svaté Anny v Panenských Břežanech
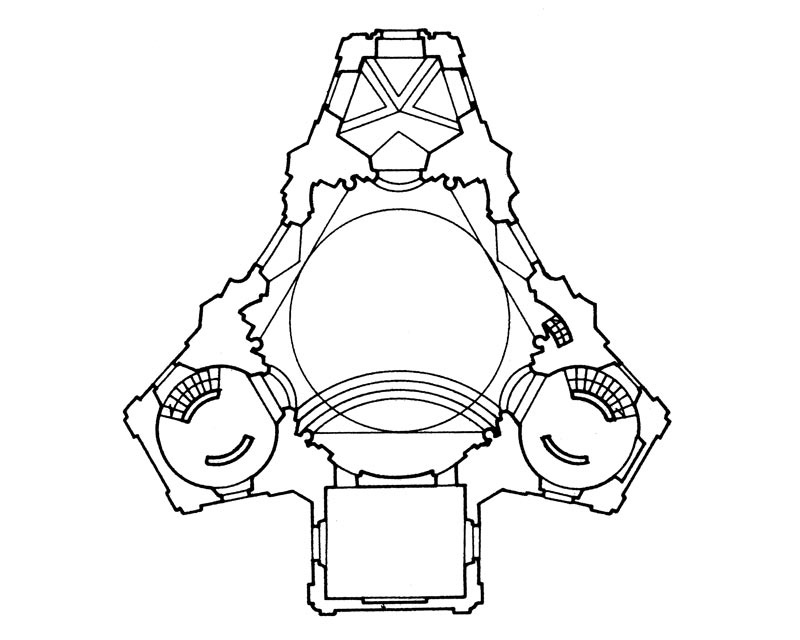
Trojúhelníkovitý půdorys kaple svaté Anny v Panenských Břežanech
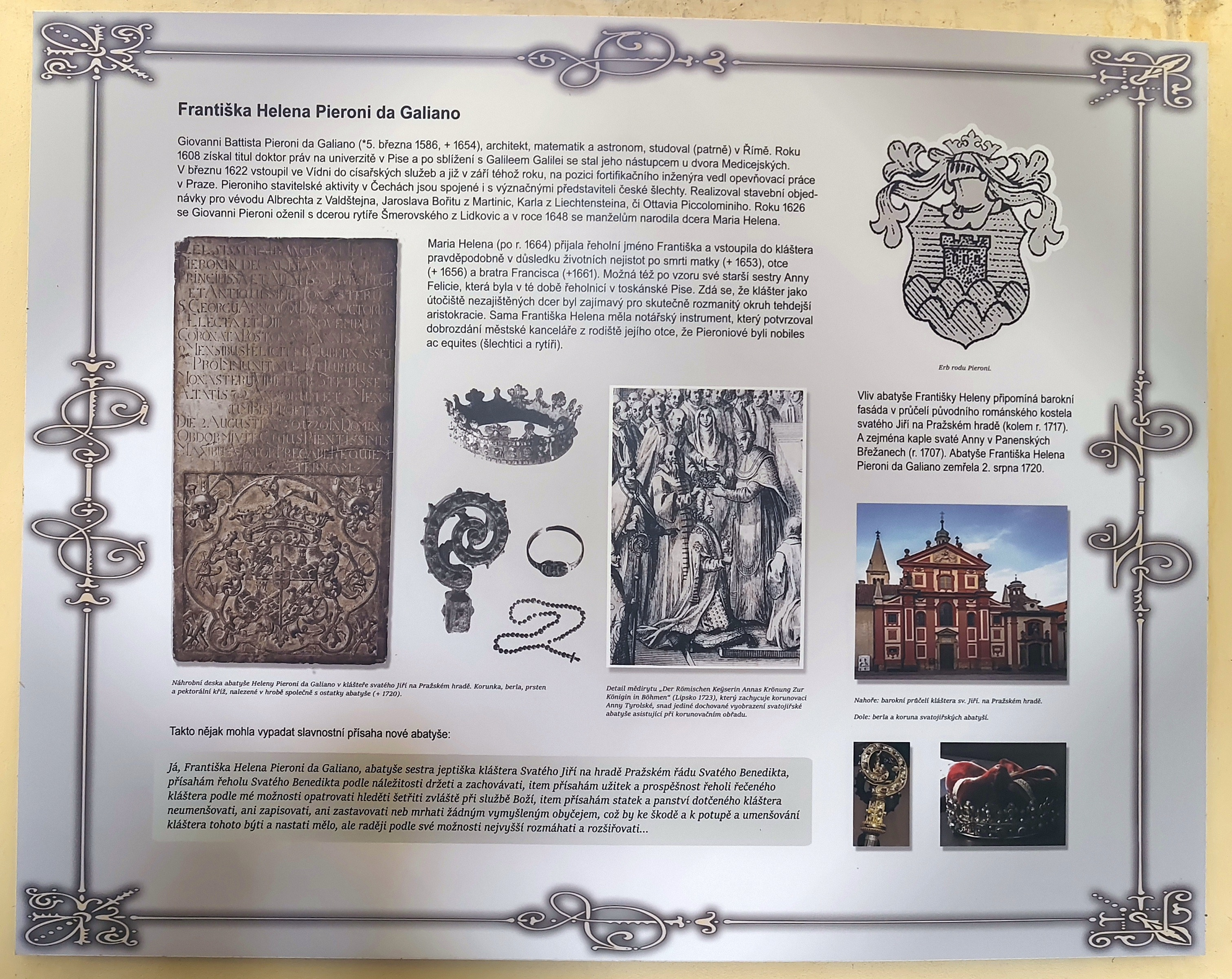
Informační tabule v kapli svaté Anny v zámecké zahradě Horního zámku v Panenských Břežanech

| Abatyše kláštera svatého Jiří                                    | Abatyše kláštera svatého Jiří                 | Abatyše kláštera svatého Jiří                              |
| ---------------------------------------------------------------- | --------------------------------------------- | ---------------------------------------------------------- |
| Předchůdce: Anna Mechtilda Schönweisová (Šenvajsová) z Eckštejna | 1691–1720 Františka Helena Pieroni da Galiano | Nástupce: Rozina Klára Šlindlová z Hirschfeldu (Hiršfeldu) |